# Xanthorhoe ochreata
Xanthorhoe ochreata är en fjärilsart som beskrevs av Louis Beethoven Prout 1896. Xanthorhoe ochreata ingår i släktet Xanthorhoe och familjen mätare. Inga underarter finns listade i Catalogue of Life.